# Putot-en-Auge
Putot-en-Auge és un municipi francès situat al departament de Calvados i a la regió de Normandia. L'any 2015 tenia 298 habitants.

## Història
La primera referència al nom de la localitat és de 1190, esmentant la Capella de Putot l'any 1190. L'any Putot esdevingué Putot-en-Auge per tal d'evitar l'homonímia amb Putot-en-Bessin. Pel que fa al nom de la vila, la majoria d'especialistes creuen que és un compost del nom personal germànic Puto i el sufix -tot, denominatiu d'origen escandinau que significa «lloc construït» o «granja».
Hi ha una església dedicada a Sant Pere construïda al segle xii. Al turó a l'est de la vila s'hi lliurà una batalla cruenta el 19 d'agost de 1944, en el marc de la invasió aliada de Normandia. Les baixes aliades es troben al petit cementiri del municipi.

## Demografia

### Població
El 2007 la població de fet de Putot-en-Auge era de 290 persones. Hi havia 118 famílies de les quals 32 eren unipersonals (12 homes vivint sols i 20 dones vivint soles), 31 parelles sense fills, 43 parelles amb fills i 12 famílies monoparentals amb fills.
La població ha evolucionat segons el següent gràfic:
Habitants censats

### Habitatges
El 2007 hi havia 153 habitatges, 120 eren l'habitatge principal de la família, 29 eren segones residències i 4 estaven desocupats. 147 eren cases i 6 eren apartaments. Dels 120 habitatges principals, 92 estaven ocupats pels seus propietaris, 22 estaven llogats i ocupats pels llogaters i 6 estaven cedits a títol gratuït; 4 tenien dues cambres, 12 en tenien tres, 35 en tenien quatre i 69 en tenien cinc o més. 85 habitatges disposaven pel capbaix d'una plaça de pàrquing. A 50 habitatges hi havia un automòbil i a 62 n'hi havia dos o més.

### Piràmide de població
La piràmide de població per edats i sexe el 2009 era:
| Homes | Edats   | Dones |
| ----- | ------- | ----- |
| 0     | 95 o +  | 0     |
| 0     | 90 a 94 | 4     |
| 0     | 85 a 89 | 0     |
| 0     | 80 a 84 | 4     |
| 8     | 75 a 79 | 4     |
| 8     | 70 a 74 | 8     |
| 4     | 65 a 69 | 16    |
| 16    | 60 a 64 | 12    |
| 4     | 55 a 59 | 4     |
| 12    | 50 a 54 | 12    |
| 4     | 45 a 49 | 20    |
| 4     | 40 a 44 | 20    |
| 12    | 35 a 39 | 12    |
| 4     | 30 a 34 | 8     |
| 16    | 25 a 29 | 0     |
| 12    | 20 a 24 | 8     |
| 16    | 15 a 19 | 4     |
| 12    | 10 a 14 | 20    |
| 16    | 5 a 9   | 0     |
| 12    | 0 a 4   | 0     |

## Economia
El 2007 la població en edat de treballar era de 206 persones, 138 eren actives i 68 eren inactives. De les 138 persones actives 122 estaven ocupades (69 homes i 53 dones) i 16 estaven aturades (6 homes i 10 dones). De les 68 persones inactives 28 estaven jubilades, 27 estaven estudiant i 13 estaven classificades com a «altres inactius».

### Ingressos
El 2009 a Putot-en-Auge hi havia 115 unitats fiscals que integraven 299 persones, la mediana anual d'ingressos fiscals per persona era de 18.360 €.

### Activitats econòmiques
Dels 16 establiments que hi havia el 2007, 1 era d'una empresa de fabricació d'altres productes industrials, 4 d'empreses de construcció, 7 d'empreses de comerç i reparació d'automòbils, 1 d'una empresa d'hostatgeria i restauració, 1 d'una empresa immobiliària, 1 d'una empresa de serveis i 1 d'una entitat de l'administració pública.
Dels 6 establiments de servei als particulars que hi havia el 2009, 1 era un taller de reparació d'automòbils i de material agrícola, 3 fusteries, 1 empresa de construcció i 1 restaurant.
L'any 2000 a Putot-en-Auge hi havia 9 explotacions agrícoles que ocupaven un total de 360 hectàrees.

## Poblacions més properes
El següent diagrama mostra les poblacions més properes.